# Socialisti Uniti - PSI
Socialisti Uniti - PSI è stato un partito politico italiano, fondato nel 2009 da Saverio Zavettieri.

## Storia

### Il percorso autonomo dei Socialisti Italiani
Nel 2007 il partito de I Socialisti Italiani, guidato da Bobo Craxi e Saverio Zavettieri, decise di prendere parte al processo costituente che avrebbe dovuto portare alla fondazione del Partito Socialista, ma già nel mese di novembre Zavettieri non sottoscrisse l'atto costitutivo dell'Associazione che portò alla Costituzione del Partito, non condividendo le finalità e la metodologia che aveva intrapreso il percorso costituente. Bobo Craxi e Franco Simone, invece, a titolo personale, lasciarono i Socialisti Italiani per aderire al ricostituito Partito Socialista.
Mantenuta l'autonomia dei Socialisti Italiani, il movimento partecipò ad alcune elezioni amministrative. Il partito ritornò sulla scena in occasione delle elezioni europee del 2009, quando presentò il simbolo dei Socialisti Uniti per l'Europa (con cui il Nuovo PSI si era presentato nel 2004). Lo stesso simbolo, però, era stato contemporaneamente presentato da Stefano Caldoro, segretario del Nuovo PSI. Inizialmente il Ministero rifiutò il contrassegno dei Socialisti Italiani ma, dopo il ricorso all'Ufficio elettorale della Suprema Corte di Cassazione, fu il simbolo di Caldoro a essere rifiutato con la contestuale ammissione del simbolo di Zavettieri, raffigurante un Garofano Rosso con gambo e foglie verdi inserito in una corona circola di colore verde chiaro, con la dicitura "Socialisti Uniti". La lista non venne però ammessa alla consultazione elettorale per mancato deposito delle firme pur essendo stato attribuito la titolarità del simbolo conteso con il Nuovo PSI di Stefano Caldoro; i Socialisti Italiani sostennero di essere esenti dall'obbligo della raccolta di firme (il simbolo dei Socialisti Uniti per l'Europa aveva infatti eletto due eurodeputati nelle ultime elezioni) e presentarono quindi ricorsi presso i tribunali dei capoluoghi di Circoscrizione.
Il 10 ottobre 2009, con una convention nazionale a Roma, I Socialisti Italiani di Zavettieri si fusero con i socialisti autonomisti di Bobo Craxi, che nel frattempo aveva abbandonato il Partito Socialista in aperto dissenso con il progetto politico unitario di Sinistra e Libertà, dando vita al nuovo soggetto politico denominato Socialisti Uniti - PSI.

### Regionali 2010
Alle elezioni regionali del 2010, come da Statuto che riconosceva ampia autonomia politica nella scelta delle alleanze locali, i Socialisti Uniti si presentarono sul territorio con accordi elettorali diversificati. Ad esempio nel Lazio appoggiarono la Lista Bonino-Pannella dei Radicali, dove la candidata del centro-sinistra è Emma Bonino, mentre in Calabria si presentarono invece con una propria lista in appoggio al candidato di centrodestra Giuseppe Scopelliti. La lista, come del resto sempre in Calabria, grazie alla presenza mantenuta da sempre viva e vitale da Zavettieri, ottenne ben il 3,41% dei voti, nonostante la lista civica del Presidente Scopelliti avesse rappresentato la vera sorpresa di quella tornata elettorale, cannibalizzando anche gli alleati. In Piemonte i Socialisti Uniti si presentarono insieme al Partito Socialista di Riccardo Nencini, formando una lista denominata proprio "Socialisti Uniti - PSI", contraddistinta dal Garofano della formazione di Zavettieri e dalla Rosa di Nencini in appoggio del Presidente uscente Mercedes Bresso.

### La confluenza nei Riformisti Italiani
Il 26 novembre 2011, a Milano, i Socialisti Uniti partecipano alla fondazione dei Riformisti Italiani, movimento politico lanciato da Stefania Craxi insieme ad altri esponenti della cultura socialista, riformista, laica e liberale come Alessandro Battilocchio, Gianni De Michelis e Renzo Tondo.
I Riformisti Italiani partecipano alle elezioni politiche del 2013, ottenendo però solo lo 0,02% dei voti alla Camera e lo 0,01% al Senato.

## Congressi
- Convention nazionale dei Socialisti autonomisti - Roma, 10 ottobre 2009